# Gnetum acutum
Gnetum acutum — вид голонасінних рослин класу гнетоподібних. Етимологія: лат. acutus — «який загострюється до кінця».

## Поширення, екологія
Країни поширення: Бруней-Даруссалам; Малайзія (Саравак). Це деревний альпініст знайдений на схилах пагорбів або на нижчих висотах в первинних і вторинних лісах. У першому випадку ґрунти є глинисто-алювійні, в останньому переважно піщано-глинисті. Це область субтропічних вологих широколистяних лісів.

## Використання
Плоди і листя їсть кускус, але вони неїстівні для людини.

## Загрози та охорона
Конкретні загрози для виду не відомі, однак, місця проживання перебувають під загрозою комерційних лісозаготівель і переходу цих земель в плантації олійних пальм і каучукових плантаціях, а також підвищенням рівня лісових пожеж. Вид не був знайдений в охоронних зонах.